# Consell de Cent

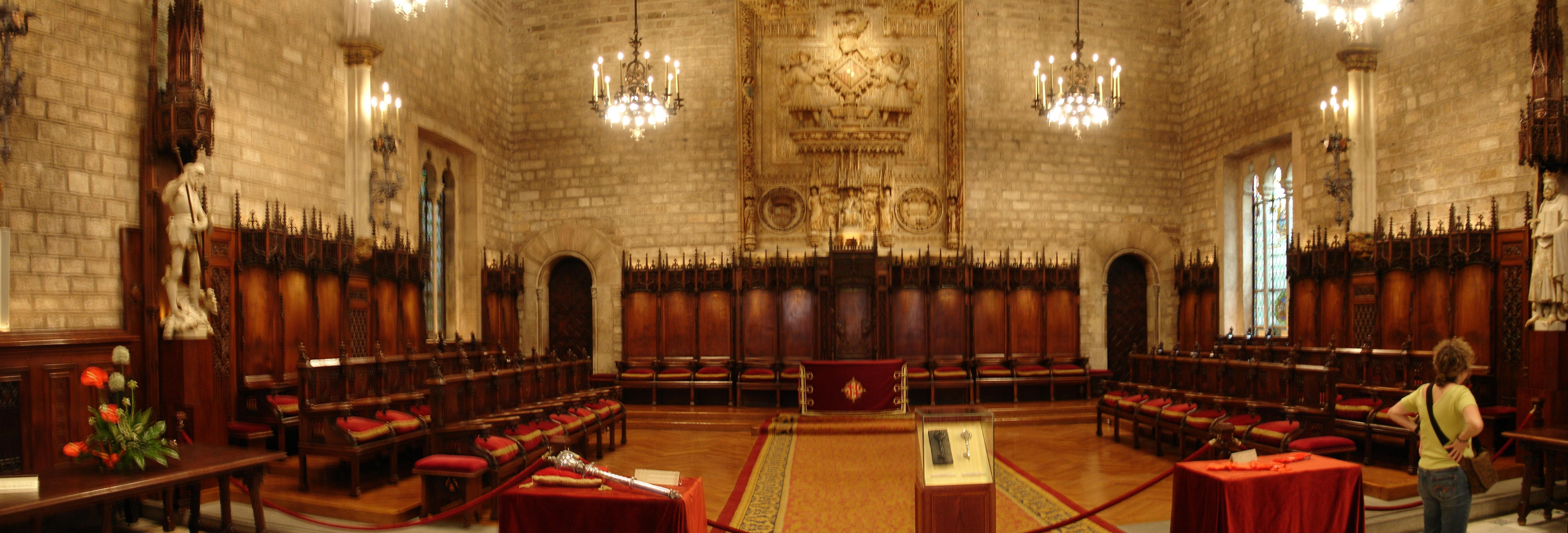
Saló de Cent där rådet sammanträdde ritades av arkitekten bakom Saló del Tinell, dessa två rum är mycket lika varandra i sin utformning.

Consell de Cent de hundras råd initierades 1249 av Jakob I av Aragonien. 
Han utnämnde ett råd av stadsbor av hög rang vilka skulle ge råd i frågor som rörde stadens styre.
Till en början bestod rådet av 4 medlemmar vilka assisterades av 8 ämbetsmän consellers och lika många ledare probi homines, dessa kom från familjer som ingick i má major Barcelonas överklass. Rådet gavs rätten att sammankalla större medborgarmöten. 1258 utvidgades det genom att rådet fick i uppgift att utse 200 män vilka skulle företräda olika intressen och yrken.  
1265 fick Consell de Cent den utformning som skulle komma att gälla fram tills det att Bourbonerna gjorde slut på det. Rådet fick en utformning där det kom att bestå av 90-140 medborgare vilka utsågs av 3 (oftast 5) ämbetsmän consellers att representera de olika yrkesgruppernas intressen. Bland de fem consellers ingick utöver Borgmästaren batlle och den högre ämbetsmannen veguer
vanligtvis en företrädare för högre hantverkare artistes men även relativt ofta en företrädare för utbildade arbetare inom enklare hantverk menstrales.
Consell de Cent var aldrig något riktigt parlament men dess inflytande över Barcelona och stadens handel gjorde dock att det var en maktfaktor som gav enklare yrkesgrupper ett visst mått av inflytande eftersom alla rådsmedlemmar hade en röst oavsett om de var tunnbindare eller handelsbankir. För att minska klassmotsättningar samt försvåra möjligheten till att välja lojala anhängare övergick man 1455 till insculació dvs val genom lotteri. Consell de Cent upplöstes 1714 när Filip V ockuperade Barcelona.
Consell de Cent sammanträdde oftast i Saló de Cent De hundras sal vilken ligger i Barcelonas stadshus som färdigställdes 1373, byggnaden tjänar än idag som Barcelonas stadshus.